# David Bélonie
David Belonie, né le 7 juin 1885 à Gignac dans le Lot et mort le 22 janvier 1915 à Poissy, est un criminel et anarchiste illégaliste, membre de la bande à Bonnot.

## Biographie
Enfant naturel de Marie Bélonie, David Bélonie, membre de la Bande à Bonnot, est né à Gignac le 7 juin 1885 qui le reconnaît le 27 juin 1885. Il perd sa mère, couturière, à l'âge de 12 ans et fréquente l'école primaire de Gignac et, après son certificat d'études, il est placé comme domestique dans une ferme à Nespouls. 
En 1900 il rejoint Paris où il est hébergé par une tante. Il travaille comme garçon de laboratoire, puis devient préparateur en pharmacie. On le trouve travailleur, soigneux, très aimable et avenant. Il étudie les langues étrangères, l’hébreu, l’allemand, l’anglais, le russe. Il lit les feuilles révolutionnaires et participe à la propagande anarchiste. Insoumis au service militaire, il part en 1906 en Suisse, travaille comme élève pharmacien et se présente au groupe anarchiste « Germinal ». En 1907, la police suisse le signale comme « redoutable révolutionnaire, partisan convaincu de la propagande par le fait ». Membre du groupe Germinal dont faisaient notamment partie José Estívalis et Octave Guidu, le 22 septembre 1907, il est expulsé du canton de Genève et part pour Bâle.
Il séjourne ensuite en Belgique où on le voit comme anarchiste, faux monnayeur, voleur et souteneur. Arrêté à Bruxelles pour vagabondage et port de faux noms, il est emprisonné. De retour en France, il est arrêté le 20 novembre 1907 à Quiévrechain et incorporé de force dans l'armée, fait son service militaire au 109e régiment d'infanterie à Chaumont et purge en 1909 une peine de six mois de prison pour insoumission. Libéré en 1911, il fait un séjour à Londres et fréquente l'anarchiste Estaguy, faux-monnayeur.

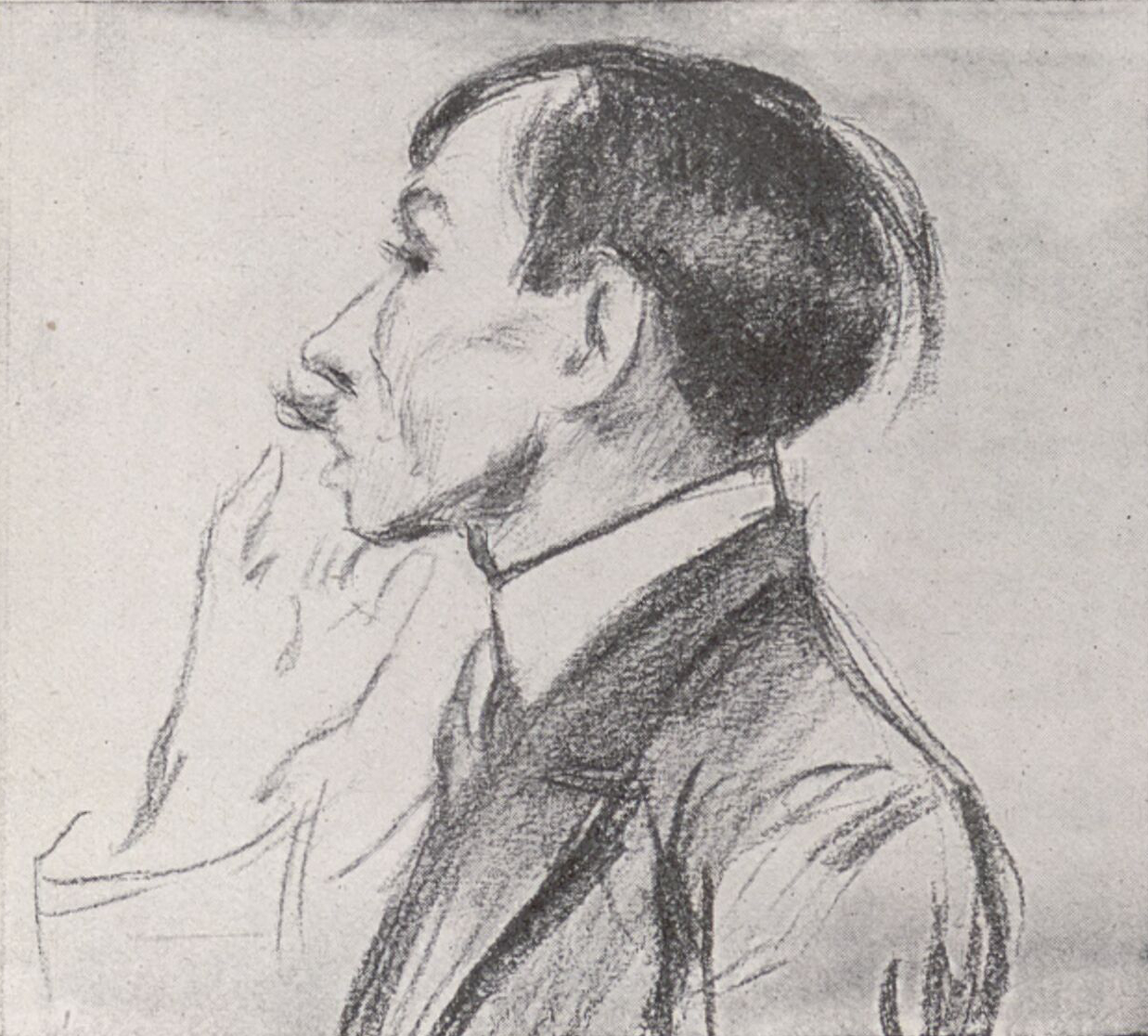
Croquis d’audience de David Bélonie par Paul-Charles Delaroche

En 1911, il fait la connaissance de Jules Bonnot et devient l'un des membres de la bande à Bonnot. Il est arrêté le 11 mars 1912 à Rouen pour complicité de vol par recel (motif : détention des titres pris sur le garçon de recettes de la rue Ordener lors du premier braquage avec utilisation d'une automobile). Inculpé d’homicide volontaire, vol et complicité, il est finalement condamné par la Cour d'assises de la Seine le 28 février 1913 pour complicité avec circonstances atténuantes à quatre ans de prison et dix ans d'interdiction de séjour. Il décède à Poissy, 19 rue de l'Abbaye (Maison centrale de Poissy), le 22 janvier 1915. À leur sortie de prison plusieurs compagnons d'André Bélonie s'installent à Gignac (Lot) dans la maison familiale.